# Barbus tongaensis
Barbus tongaensis е вид лъчеперка от семейство Шаранови (Cyprinidae).

## Разпространение
Видът е разпространен в Южен Судан.

## Описание
На дължина достигат до 2,5 cm.